# Money for Nothing (álbum)
Money for Nothing é o primeiro álbum greatest hits banda de rock britânica, Dire Straits. O álbum foi lançado em 17 de outubro de 1988.

## Lista de faixas
Todas as canções compostas por Mark Knopfler, exceto onde indicado.
1. "Sultans of Swing" – 5:46
2. "Down to the Waterline" – 4:01
3. "Portobello Belle (Live)" – 4:33
4. "Twisting by the Pool (Remix)" – 3:30
5. "Tunnel of Love" (Intro por Rodgers/Hammerstein) – 8:10
6. "Romeo and Juliet" – 5:56
7. "Where Do You Think You're Going?" – 3:30
8. "Walk of Life" – 4:08
9. "Private Investigations" – 5:50
10. "Telegraph Road (Live Remix)" – 11:59
11. "Money for Nothing (Single Edit)" (Mark Knopfler, Sting) – 4:06
12. "Brothers in Arms (Edit)" – 4:49

## Paradas musicais
| País (1988–89)                        | Melhor posição |
| ------------------------------------- | -------------- |
| Austrália (ARIA)                      | 3              |
| Áustria (Ö3 Austria Top 40)           | 3              |
| Países Baixos (Dutch Charts)          | 1              |
| French Albums (SNEP)                  | 1              |
| Alemanha (Offizielle Deutsche Charts) | 2              |
| Nova Zelândia (RMNZ)                  | 2              |
| Noruega (VG-lista)                    | 3              |
| Suécia (Sverigetopplistan)            | 8              |
| Suíça (Schweizer Hitparade)           | 1              |
| Reino Unido (Official Albums Chart)   | 1              |